# Uleiota planatus
Uleiota planatus là một loài bọ cánh cứng trong họ Silvanidae. Loài này được Linnaeus miêu tả khoa học năm 1761.